# Hermine Stilke

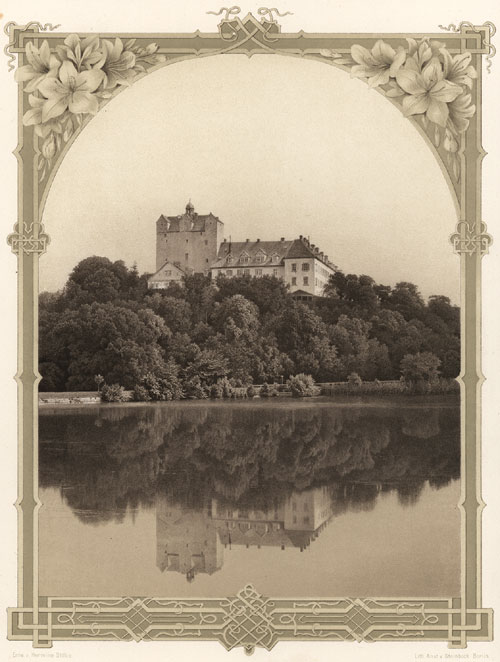
Litografi av Hermine Stilke föreställande slottet Ballenstedt.

Hermine Stilke, född Peipers, född den 3 mars 1804 i Eupen, död den 23 maj 1869 i Berlin, var en tysk konstnär som ägnade sig åt måleri, teckning, litografi och illustration. Hon var syster till målaren Friedrich Eugen Peipers och ingick 1835 äktenskap med målaren Hermann Stilke.
Efter studierna vid Kunstakademie Düsseldorf ägnade sig Stilke en kortare tid åt historiemåleri men kom senare att specialisera sig på blomstermotiv och typografiska ornament såsom anfang och arabesker. Hon illustrerade många böcker, däribland Atanazy Raczyńskis Geschichte der neueren deutschen Kunst, Franz Grünmeyers Gebete im Geist der katholischen Kirche och flera dikt- och sångsamlingar.
Stilke flyttade 1850 tillsammans med sin make till Berlin; samma år öppnade hon där en teckningsskola för kvinnor. Från 1867 fram till sin död var hon medlem i Föreningen för Berlins konstnärinnor.